# Esteban Granados
Óscar Esteban Granados Maroto (ur. 25 października 1985 w Cartago) – kostarykański piłkarz występujący na pozycji pomocnika. Zawodnik klubu CS Herediano.

## Kariera klubowa
Granados karierę rozpoczynał w 2004 roku w zespole CS Cartaginés. Przez 7 lat w jego barwach rozegrał 166 spotkań i zdobył 8 bramek. W 2011 roku odszedł do drużyny Orión FC. Po pół roku, na początku 2012 roku przeniósł się jednak do CS Herediano. W sezonie 2011/2012 wywalczył z nim mistrzostwo fazy Verano.

## Kariera reprezentacyjna
W reprezentacji Kostaryki Granados zadebiutował w 2009 roku. W tym samym roku został powołany do kadry na Złoty Puchar CONCACAF. Zagrał na nim jednak tylko w meczu z Kanadą (2:2). Z tamtego turnieju Kostaryka odpadła w półfinale.